# 山下まゆみ
山下 まゆみ（やました まゆみ、1975年11月22日 - ）は、岐阜県高山市出身の日本の元柔道選手。身長170cm、体重100kg。得意技は大外刈り。

## 経歴
叔父に誘われたのがきっかけで小学校2年次より地元の道場で柔道を始め、高山市立中山中学時代に岐阜県体重別選手権で優勝した。
中学卒業後は父親の「岐阜県外で柔道をやりなさい」という指導方針もあり、当時全国的にも名の知れた兵庫県の夙川学院高校に進学。3年次に全国高校選手権で準優勝したほか、ドイツジュニア国際大会で3位入賞を果たす。この高校時代の事を山下は「一番頑張ったですし、一番厳しかった時代」と述懐している。
1994年に高校を卒業すると、福岡・純真女子短期大学（現・純真短期大学）に進学する。しかし入学後の山下は芽が出ず、自身や周囲の期待とは裏腹にタイトルにも恵まれなかったため、柔道をきっぱりやめて就職する事を考えていたという。一方で「このまま終わりたくない」という気持ちもあり、3年次から系列校の東和大学に編入した。
東和大学では筑波大出身で全日本体重別選手権の優勝経験もある阿部由記子の徹底指導を受け、4年次の1997年には全日本選手権、学生体重別選手権で3位、学生選手権で準優勝を果たした。翌1998年春に卒業。
大阪府警へ入庁後は1998年に全日本体重別選手権で準優勝、ドイツ国際や全国女子体重別選手権で3位となった。
一方で、1999年は全日本選手権で軽中量級の前田桂子に敗れ、選抜体重別選手権も敗者復活戦で敗れるなど成績に波が出始め、山下と同じ女子最重量級の第一人者である二宮美穂の壁を脅かすには至らなかった。
しかし、スランプを払拭すべく柔道スタイルを攻めの柔道に変更してからは同年7月のユニバーシアードと11月の全国女子体重別選手権で準優勝し、12月の福岡国際でシニア大会初タイトルを手にした。
2000年には2月のフランス国際で銅メダルを獲得したのを皮切りに、4月の全日本選手権・選抜体重別選手権で優勝、5月のアジア選手権3位など国内外で安定した成績を残し、過去の実績で山下を上回る二宮やその対抗馬と目されていた薪谷翠を抑え、9月のシドニーオリンピック代表の座を射止めた。なお山下は、「オリンピックは他人事でした」と雑誌のインタビューで語っている。
そして迎えたシドニーオリンピックでは準決勝でキューバのダイマ・ベルトランの合技で敗れはしたものの、3位決定戦で1997年世界選手権（72kg超級）覇者のクリスティーヌ・シコ（フランス）と対戦し残り時間0秒の大外刈りで破って一本勝ちを収め、銅メダルを獲得した。山下はこの功績が認められ、巡査長から巡査部長に1階級特進した。
オリンピック以降も山下は翌2001年の東アジア大会で準優勝などの成績を残すが、薪谷や塚田真希など新鋭の台頭もあり2003年の講道館杯を最後に現役を引退した。

## 人物
山下は高山市という雪国生まれのため、幼少時よりウィンタースポーツを嗜みスキーは1級の腕前であった。また、スノーボードも得意との事である。

## 主な戦績
(階級表記のない大会は全て72kg超級及び78kg超級での成績)
- 1993年 -　高校選手権　2位
- 1996年 -　全国女子体重別　3位
- 1997年 -　全日本選手権　3位
- 1997年　- 正力杯　3位
- 1997年 -　全日本学生選手権　2位　無差別
- 1998年 -　ドイツ国際　3位
- 1998年 -　体重別　2位
- 1998年 -　全国警察柔道選手権大会　優勝　無差別
- 1998年 -　全国女子体重別　3位
- 1999年 -　ユニバーシアード　3位
- 1999年 -　全国女子体重別　2位
- 1999年 -　福岡国際　優勝
- 2000年　- フランス国際　3位
- 2000年 -　全日本選手権　優勝
- 2000年 -　体重別　優勝
- 2000年 -　アジア選手権　3位
- 2000年　- シドニーオリンピック　3位
- 2000年 -　福岡国際　3位
- 2001年 -　体重別　2位
- 2001年 -　全日本選手権　2位
- 2001年 -　東アジア大会　2位　無差別
- 2001年 -　福岡国際　3位

(出典、JudoInside.com)。